# San Jerónimo Tlacochahuaya
San Jerónimo Tlacochahuaya è una città e un comune nello stato messicano dell'Oaxaca, a 21 km dalla città di Oaxaca sulla Carretera Federal 190 tra Santa María del Tule e Mitla. Fa parte del distretto di Tlacolula a est della regione della valle di Oaxaca. Il nome Tlacochahuaya deriva dal nahuatl e significa "in terra umida" o "nella palude".